# Orshi Drozdik
Orshi Drozdik (* 15. Februar 1946 in Abda, Ungarn) ist eine ungarische Performance- und Konzeptkünstlerin sowie Malerin und Grafikerin. Sie lebt und arbeitet in Budapest und New York.

## Leben
Drozdik besuchte von 1965 bis 1969 die Pädagogische Hochschule in Szeged, an der sie die Fächer Zeichnen und Hungarologie belegte. Ab 1970 studierte sie an der Budapester Hochschule für Bildende Künste, wo sie zunächst eine Schülerin des Malers Szilárd Iván (1912–1988) und des Grafikers Károly Raszler (1925–2005) war und schließlich von 1974 bis 1977 der Grafik-Meisterklasse angehörte. Zwischen 1976 und 1978 arbeitete sie gemeinsam mit der postkonzeptuellen ungarischen Künstlergruppe Rósza. 
1978 verließ Drozdik das sozialistische Ungarn und reiste über Amsterdam nach Kanada und schließlich 1980 nach New York City. Dort arbeitete sie gemeinsam mit der Künstlergruppe Colab. Sie lehrte an der Tyler School of Art in Philadelphia (1989–1990, Fachbereich Bildhauerei), New York University (1991–1993, Bildende Kunst), University of California, San Diego (1994–1995, Bildende Kunst) und der Central European University in Budapest (1997/99, Gender Studies).
In ihren Installationen, performativen und konzeptuellen Arbeiten setzt Drozdik sich häufig mit feministischen Grundfragen, etwa der normativen Repräsentation und Wahrnehmung des weiblichen Körpers, auseinander. Sie gehört zur ersten Generation feministischer Künstlerinnen in Ungarn.

## Arbeiten
In ihren frühen Werken Individual Mythology (1975–1977) und Nude Model (1977) befragt sie – ausgehend von der Rolle der meist weiblichen Aktmodelle in der klassischen Kunstausbildung – weibliche Identität neu. Indem sie sich selbst zur Protagonistin der Arbeiten macht, sich also mit dem Modell identifiziert, gelingt eine Umdeutung vom passiven Objekt zum aktiven Subjekt. In der fotografischen Serie Individual Mythology ersetzt sie zudem die statischen Posen durch tänzerische Bewegungen. In diesem Befreiungsakt identifiziert sich Drozdik mit Pionierinnen des modernen Tanzes, deren Choreografien sie nachempfindet.

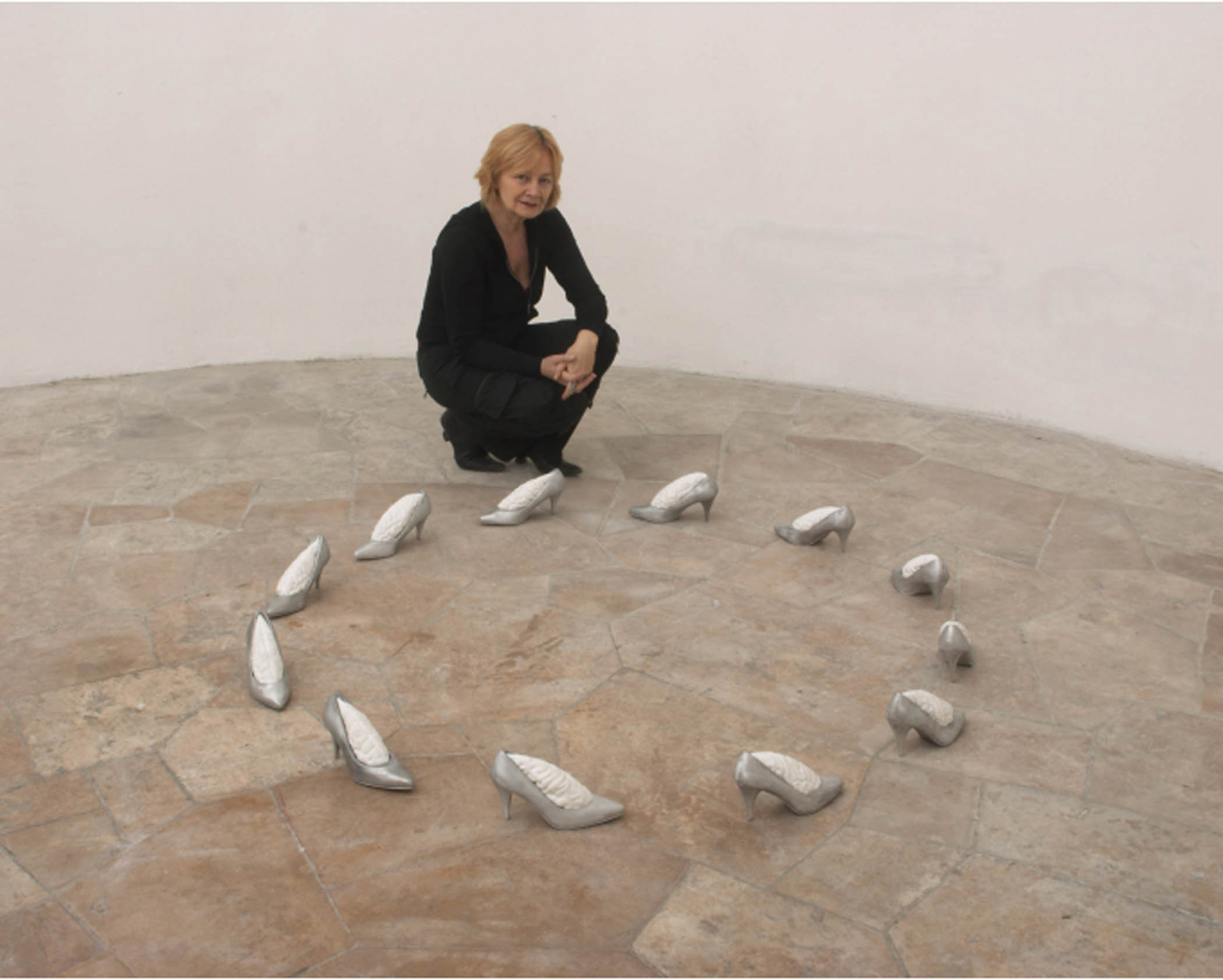
Orshi Drozdik, Brains on High Heels (1993), Installationsansicht von 2006

## Ausstellungen (Auswahl)
- 1994: Manufacturing the Self, the Hairy Virgin, Biennale Sao Paulo
- 2001/2002: Adventure and Appropriation 1975–2011, A Retrospective, Ludwig Muzeum, Budapest
- 2002: Passion after Appropriation, Museum of Contemporary Art and the Art Pavillon, Zagreb
- 2009/2010: Gender Check. Rollenbilder in der Kunst Osteuropas, mumok Museum Moderner Kunst und Stiftung Ludwig Wien/Zachęta Nationalgalerie
- 2011: The Other Venus, Modem Centre for Modern and Contemporary Arts, Debrecen
- 2018/19: Medea muckt auf! Radikale Künstlerinnen hinter dem Eisernen Vorhang, Albertinum (Kunsthalle im Lipsiusbau)